# 新浪潮音樂
新浪潮（英語：New Wave）是摇滚乐的一种音乐分支风格，与朋克摇滚一同在1970年代中晚期出现。起初，新浪潮被认为是朋克摇滚的同义词。由于新浪潮结合了电子乐，实验音乐，摩斯族次文化，迪斯科，摇滚和1960年代的流行音乐等音乐风格的特性，使它与朋克摇滚区别开来。在某一时期，后朋克摇滚乐也曾被定义为新浪潮音乐，但是逐渐地，新浪潮的流行偏向使它与更注重纯粹艺术性的后朋克分道扬镳。
新浪潮吸收了很多原本朋克摇滚的声音与特质，例如简短以及具有强劲节奏的歌曲，同时在音乐表现与歌词方面具有更多的复杂性。除此之外，合成器的大量使用，后期制作的应用和艺术表现的多样性也是新浪潮音乐的特色。总体来说，新浪潮是一种多变且有时让人感觉古怪的音乐，常常伴有吸引人的旋律线，不少歌曲朗朗上口且易于流行。新浪潮艺人的创作灵感常常来自对多种音乐风格的融汇与吸收，例如1950至60年代摇滚复兴，斯卡与雷鬼音乐，以及舞曲等。
新浪潮音乐在1980年代取得了巨大的成功，并成为80年代的主流音乐风格之一，期间活跃着不少具有影响力的新浪潮音乐艺人与乐队。此外，新浪潮音乐人在MTV频道的较高出镜率也对该风格的流行起到了推波助澜的作用。
新浪潮音乐在80年代中期逐渐开始丧失其主导性地位，虽然在1990年代和2000年代有过几次复兴，但是影响力仍日趋衰落。新浪潮音乐的新一轮复兴在2004年开始流行起来，并启发和影响了独立摇滚等音乐风格。